# Association Aéronautique et Astronautique de France
Association Aéronautique et Astronautique de France (3AF) je globální instituce zabývající se různými aspekty cestování do vesmíru. Byla založena v roce 1971.
V 3AF jsou zastoupeni akademici, výrobci produktů, poskytovatelé služeb a další globální profesionálové v oblasti civilního a vojenského letectví. Sídlo organizace je v Paříži.

## Známých členů
- Paul Andreu, francouzský architekt
- Jean-François Clervoy, francouzský astronaut pracující pro ESA
- Hubert Curien, francouzský fyzik a klíčová postava evropské vědecké politiky
- Polytechnický ústav vyšších věd, škola leteckého a leteckého inženýrství